# Ernest Decollogny
Ernest Decollogny, né le 21 décembre 1857 à Apples et mort le 26 avril 1896 à Lausanne, est une personnalité politique suisse, membre de la Gauche Libérale, puis du Parti radical-démocratique dès sa création en 1894. Il est député du canton de Vaud au Conseil national de 1893 à sa mort en 1896.

## Biographie
Ernest Decollogny naît le 21 décembre 1857 à Apples, dans le canton de Vaud. Protestant, originaire d'Apples, il est le fils de Jules Decollogny, propriétaire, syndic, député au Grand Conseil vaudois et membre de la Constituante en 1884, et de Susanne Fazan. Il épouse Marie Emma Elise Borgeaud.
Après des études de droit à Lausanne, Heidelberg et Paris, il obtient sa licence en 1882. Il exerce comme avocat à Lausanne de 1884 à sa mort. Administrateur de la Caisse hypothécaire cantonale vaudoise et du Crédit foncier de 1888 à 1896, membre de la commission permanente des chemins de fer, il est nommé, peu de temps avant sa mort, juge-suppléant au Tribunal fédéral. Il est en outre lieutenant-colonel dans l'armée suisse dès 1894, membre de l'état-major général et membre de la société estudiantine Helvetia.

### Carrière politique
Ernest Decollogny est membre des Radicaux/Gauche Libérale, puis du Parti radical démocratique dès sa création en 1894. Remplaçant son parrain Charles Baud, il est député au Grand Conseil vaudois de 1890 à 1896, dont il est le président en 1892. Il y est l'un des promoteurs de la ligne ferroviaire Bière-Apples-Morges, dont il préside en outre le conseil d'administration. Remplaçant à nouveau Charles Baud, il est conseiller national de 1893 à sa mort en 1896,.

## Liens
- Notice dans un dictionnaire ou une encyclopédie généraliste :   - Dictionnaire historique de la Suisse
- Notices d'autorité :   - VIAF
  - GND